# スカンドラーラ・ラヴァーラ
スカンドラーラ・ラヴァーラ（伊: Scandolara Ravara）は、イタリア共和国ロンバルディア州クレモナ県にある、人口約1,300人の基礎自治体（コムーネ）。

## 地理

### 位置・広がり

#### 隣接コムーネ
隣接するコムーネは以下の通り。
- チンジャ・デ・ボッティ
- グッソーラ
- モッタ・バルッフィ
- サン・マルティーノ・デル・ラーゴ
- ソラローロ・ライネーリオ
- トッリチェッラ・デル・ピッツォ

### 気候分類・地震分類
気候分類では、zona E, 2389 GGに分類される。
また、イタリアの地震リスク階級 (it) では、zona 3 (sismicità bassa) に分類される。

## 文化・観光
分離集落Castelponzoneは、「イタリアの最も美しい村」クラブの加盟メンバーである。